# 中村優 (1999年生)
中村 優（なかむら ゆう、1999年9月15日 - ）は、スターダストプロモーションに所属していた日本の元タレント。元TEAM BLUE、チーム大王イカ、3B junior、奥澤村。2018年11月3日の3B junior『Cell Division〜細胞分裂〜』をもって、3B juniorとしての活動終了。約10年に渡る芸能活動を終える。2022年3月、早稲田大学文化構想学部卒業。

## 人物
- 奥澤村でのキャッチフレーズは「おっちょこちょいのガリ勉娘」。
- 一人っ子。ココアという名の犬（カニンヘンダックス）を飼っている。[4]
- 特技はヲタ活と勉強。5歳から習っていた公文式では、算数および英語の科目で高進度表彰のオブジェをもらったことがある。[5][6] 小学5年で英検3級、中学3年で英検準2級[7]、高校2年で英検2級を取得。[8] また、初めて受けたTOEICでは635点を取得。[9] 他に習い事は、0歳から3歳まで水泳教室、小学1年から4年まで絵画教室、小学4年から6年までテニス、小学5年から6年までピアノをやっていた[5]。
- 神奈川県新百合ヶ丘に生まれ、5歳の時に東京に移住[10]。小学2年生の時、池袋でスカウトされて芸能事務所に入り[10]、NHK教育の道徳の番組に出演していたことがあった[5][10]。
- 小学5年生の時に私立恵比寿中学のライブを観に行き、廣田あいかのパフォーマンスに惹かれてファンになる。その後もももいろクローバーZ、Cheeky Parade、乙女新党などアイドルライブを多く観に行くようになる[5]。
- ブログの更新回数が多く、チーム大王イカ時代には、「ブログは1番、いつもニコニコ、3時のおやつは？（ゆうだよりー！）」と、ブログ更新をアピールした自己紹介を行っていた。[注 2]

### 「今現場で会えるアイドル」
自ら「今現場で会えるアイドル」 を公言するほどのアイドルおたくで、プライベートでも多数のアイドルのライブやイベントに参加、そのレポートを自らのブログに載せている。2016年9月27日には、インターネット配信番組 LoGiRL#61『川上アキラの人のふんどしでひとり相模』に、華山志歩と共に出演し、川上アキラとももいろクローバーZの玉井詩織にイチ推しアイドルランキングを紹介している。

## 来歴

### 2011年
- 4月18日、芸能3部スクールガールブログ開始。[11]

### 2012年
- 5月12日、恵比寿LIVE GATEで行われた『目指せ東京ドーム！！がんばれ！みにちあ☆ベアーズvol.11』にて、3B junior（旧3B junior）TEAM BLUEのメンバーとして出演。これが初のライブ出演となる。
- 8月4日、お台場で行われた『TOKYO IDOL FESTIVAL 2012』にTEAM BLUEのメンバーとして出演。[12]

### 2013年
- 1月14日、赤坂GENKI劇場で行われた『目指せ東京ドーム!! がんばれ! みにちあ☆ベアーズ vol.26』に出演。このライブをもって、3B junior（旧3B junior）は解散。
- 6月2日、お台場MEGAWEBにて行われたチームしゃちほこのイベント『チームしゃちほこ World Premium Japan Tour』にて、鈴木かのん、華山志歩とともに物販の売り子を担当。[13]
- 8月10日、福家書店新宿サブナード店にて行われた『3Bjunior BOOK 2013 summer 〜school life〜』のイベント第3部,第4部に参加。[14]
- 11月9日、AKIBAカルチャーズ劇場で行われた『目指せ東京ドーム!! がんばれ! みにちあ☆ベアーズ vol.43』にて、チーム大王イカのメンバーとして出演。

### 2014年
- 1月4日、グリーンドーム前橋にて行われたイベント『3Bjunior Live Final“俺の藤井”2014』に出演。このライブをもって、チーム大王イカは解散。
- 11月8日、3B juniorとしてのブログ開始。[15]

### 2015年
- 5月23日、3B junior第3回定例公演1部にて、フォトリポートを担当。[16]
- 8月2日、お台場で行われた『TOKYO IDOL FESTIVAL 2015』に3B juniorのメンバーとして、2012年以来3年ぶりに出演。[17]
- 9月12日、3B junior第9回定例公演2部にて、中村優、永山真愛と3人一緒に誕生会が行われる。ソロ曲はプリンセス プリンセスの「Diamonds」。
- 11月14日、3B junior第12回定例公演「季節外れのハロウィンパーティー」にて、第1部では涼宮ハルヒの仮装で登場。[18] また、第2部では2代目「もじっこいの神様」の仮装で登場。[注 5]

### 2016年
- 3月30日、3B junior第14回定例公演（場所：東京都・山野ホール）1部にて、フォトリポートを担当。[19]
- 5月3日、3B junior第15回定例公演（場所：東京都・山野ホール）1部にて、高校生組のメンバーとして「原色エモーション」を初披露。[20]
- 7月9日、恵比寿クレアートで開催された、風男塾の青明寺浦正プロデュース「浦TIF2016前夜祭」1日目第2部に奥澤村のメンバーとして出演。この場所は初めてライブ出演した恵比寿LIVE GATEの所在地である。[注 6]
- 7月14日、『清塚信也のガチンコ3B junior』第4回放送に出演。JUJUの「やさしさで溢れるように」を披露。
- 9月24日、『@ JAM×ナタリー EXPO 2016』（場所：幕張メッセ）にて、最大のステージであるストロベリーステージのトップバッターを3B juniorが務めたことが、音楽ナタリーの記事に取り上げられる。この記事のトップ画像として、中村、雨宮かのん、椎名るかの3名が歌う画像が使用された[21]。
- 10月30日、3B junior第20回定例公演（場所：神奈川県・神奈川県民ホール 小ホール）2部の「ハロウィンパーティー」では、白雪姫の仮装で登場。[22]
- 11月13日、チームしゃちほこのライブ「TEAM SYACHIHOKO THE LIVE ROAD to 笠寺 colors at 横浜アリーナ」（場所：神奈川県・横浜アリーナ）では、所属する3B junior、桜エビ～ず、仙台・名古屋・沖縄営業所のメンバーとともに、バックダンサーとして出演。さらにはチームしゃちほこのメンバーによるサインボール投げを手伝う。[23]
- 12月1日、12月の31日間毎日ブログを更新すると宣言。3B juniorメンバーの紹介等を織り交ぜながら、日々更新を続け、12月31日に無事チャレンジ達成。[24][25]
- 12月15日、『清塚信也のガチンコ3B junior』第9回放送に出演。フランス・ギャルの「夢見るシャンソン人形」を披露。
- 12月31日、「第二回 ゆく桃くる桃 〜年またぎ笑顔三昧〜」（場所：神奈川県・パシフィコ横浜国立大ホール マリンロビー）の「3B senior サロンコンサート」に出演。奥澤レイナと共に、「奥澤村」の高校生メンバーユニット「奥澤中村」として、「スパイス少女」を披露。

### 2017年
- 2月23日、『清塚信也のガチンコ3B junior』第11回放送に出演。あんべ光俊の「星の旅」を披露。
- 2月26日、3B junior第23回定例公演1部にて、羊の仮装で登場。[26]
- 3月7日・14日、『ももクロchan』の第5回「ペンタゴンダービー」のコーナーに、奥澤村の愛来と共に出演。
- 3月9日、神奈川県民ホールで行われた「高城れに ソロコンサート『まるごとれにちゃん』」に出演。「れにちゃんREMIX」では、新曲の「まるごとれにちゃん」の振り付け講座を担当。[27]
- 3月14日、代々木第一体育館で行われた「COUNT DOWN TV GIRLS FES」にて、佐々木彩夏のバックダンサーとして、高校生を中心とした3Bjuniorのメンバーと共に出演。[28]
- 3月29日、TOKYO DOME CITY HALLで行われた『ZIP! 春フェス2017』にて、チームしゃちほこのバックダンサーとして出演。
- 4月8日・9日、ももいろクローバーZのライブ、『ももクロ春の一大事2017 in 富士見市』と合わせて開催された「富士見アイドルフェスティバル」に3B juniorおよび奥澤村のメンバーとして出演。9日には開演前のナレーションを担当。
- 4月14日、中原咲耶とともに両面表紙を飾ることになった『3B junior 原色図鑑 2017 APRIL 中村優＆中原咲耶』が発売開始。（後に完売となる）
- 5月2日-6月7日、『ももクロchan』の第4回「っぽいキング決定戦」のコーナーに、奥澤村の愛来と共に出演。高城れにと共に優勝し、第4代の「っぽいキング」になる。
- 6月15日、『清塚信也のガチンコ3B junior』第15回放送に出演。長淵剛の「祈り」を熱唱。
- 同日、『坂崎幸之助のももいろフォーク村NEXT』第72夜にシークレットゲストとして出演。高城れに、たこやきレインボーの春名真依と共に「事務所にもっと鬼太鼓」を、出演者全員で「Link Link」を披露。[注 7]
- 6月27日・7月4日、『ももクロchan』の第6回「ペンタゴンダービー」のコーナーに、奥澤村の愛来と共に再出演し、見事なフラフープ回しを披露。この直後に公開されたHUSTLE PRESS 『おっかけ！3B junior 中村優』（2017年7月8日掲載）  では、「特技」の欄に「フラフープを永遠に回すこと」が加わった。
- 8月23日、『はちみつロケットの8時まではちロケ』にゲスト出演。
- 8月31日、『清塚信也のガチンコ3B junior』第18回放送に出演。甲斐よしひろの「翼あるもの」を熱唱。
- 9月15日、18歳の誕生日に、中村が掲載されたミニコミ誌『U18 dear』の発送開始。[注 8]
- 9月18日、ららぽーと立川立飛で行われた「3B junior ウルトラFES」に「中村アナ」役で出演し、森青葉と共に司会進行を務める。18歳初のライブとなる。
- 9月30日、渋谷O-Crestで行われた『3B junior秋の夜長の音ナイト』では、1999年-2000年生まれの雨宮かのん、華山志歩と共に、当時のヒット曲「だんご3兄弟」を披露。
- 10月9日、虎ノ門のポニーキャニオン本社で行われた、「3B junior スタンプカード感謝祭『わたしの十八番(おはこ)んさーと！大カラオケ大会』」では、第2部でBuono!の「初恋サイダー」を披露。
- 11月5日、Yokohama Bay Hallで行われた『3B junior「秋の収穫祭Ⅲ」』にて、眼鏡と白衣を身に着けた「中村先生」役として登場。ブルゾンちえみ のパロディを披露。実験パートでの司会進行を務める。
- 11月15日、『清塚信也のガチンコスターダストプラネット』第22回放送に出演。あんべ光俊の「発熱」を披露。
- 11月19日、下北沢GARDENで行われた『3B junior「秋の収穫祭IV」3B junior シンガーソングランナー～目指せ完奏！歌う!!下北沢マラソン～』にて、3Bjuniorの全体曲「Invisible Walls」をソロで歌い切るパフォーマンスを披露。この日のMVPとして最後に行った挨拶が、音楽ナタリーの記事にも取り上げられる。[29]
- 12月31日、パシフィコ横浜国立大ホール マリンロビーで行われた「ゆく桃くる桃 〜第1回 ももいろ歌合戦〜」の「ゆく桃くる桃へのカウントダウンコンサート」に出演。奥澤レイナと共に、「奥澤村」の年長メンバーユニット「奥澤中村」として「黄金魂」「雪月花」を披露。さらに鈴木萌花、コアラモードのあんにゅも加わり、4人で「Dan Dan Dan」も披露。[30] また「ももいろ歌合戦」の本編では、高城れに・雨宮かのん・奥澤レイナと共に松本明子のバックダンサーとして出演。[31]

### 2018年
- 1月13日、『日立 世界・ふしぎ発見!』第1460回放送にゲスト解答者として出演。[32]
- 1月25日、『清塚信也のガチンコスターダストプラネット』第24回放送に出演。イルカの「君は悲しみの」を披露。
- 3月9日、高城れにのソロコンサート『まるごとれにちゃん 2018』（場所：神奈川県・カルッツかわさき）にバックダンサーとして出演。[33]
- 3月10日、はちみつロケットのリリースイベント（場所：東京都・ららぽーと豊洲）に、小島はな・市川優月とともにゲスト出演。[34][35]
- 3月17日、ブログにて高校を卒業したことを報告[36]。同年4月、早稲田大学文化構想学部に入学[2]。
- 4月14日、『月刊アイドル祭 VOL.8』（場所：東京都・フジさんのヨコ）に奥澤村のメンバーとして出演、1部のトリを務める。特典会終了後、会場隣のフジテレビショップ「フジさん」にて、リーフシトロンの葉月智子と共に、1日店長を務める。[37]
- 4月30日、個人のInstagram開設。[38]
- 6月2日、3Bjuniorのワンマンライブ『3Bjunior 夏の3B開幕戦〜いっちょやっちゃいま初夏！〜』（場所：東京都・duo MUSIC EXCHANGE）に2部のみ出演。新曲「バトルロイヤル」を13人で披露したのはこの回が最初となる。
- 7月19日、中村を含むスターダストプラネットのアイドル77名のインタビューが収録されたムック『スターダストプラネット公式Special Book』発売。
- 7月28日、スターダストプラネットのイベント『夏S』のノンストップメドレーコーナーにて、中村優・雨宮かのん・華山志歩・小林歌穂・中山莉子の5人による『未確認中学生X』を披露。「チーム大王イカ」名義でのパフォーマンスは、2014年の解散以来、約4年半ぶりとなる。[39][40]
- 10月7日、『道玄坂FINAL COUNTDOWN〜さよならの向こう側〜』DAY2 奥澤村『奥澤村魂〜平成も最後〜』（場所：東京都・TSUTAYA O-Crest）をもって、奥澤村としての活動終了。
- 10月20日、3B junior 「Fork in the road of fate」にて、同年11月3日に行われる3B junior『Cell Division〜細胞分裂〜』を最後に、3B juniorから卒業し、芸能界を引退することを発表。[41]
- 11月3日、3B junior『Cell Division〜細胞分裂〜』をもって、3B juniorとしての活動終了、芸能界を引退。

### 引退後
- 2018年11月に個人のTwitter、同年12月3日に個人のnoteを開設[42]。
- 2018年12月31日のnoteによると、同年5月26日にZepp DiverCityで行われた『@JAM 2018』終了後に事務所を辞める意向を関係者に伝えていたとのこと[43]。
- 2019年2月11日、『文化放送×ボイスメディアVoicy 学生パーソナリティー』に選ばれ[44]、朝ワイド番組『The News Masters TOKYO』（同年3月29日終了）に出演[45]。
- 2020年11月20日発行のマイナビ進学マガジン第21号「Study Hack」コーナーにインタビュー記事が掲載される[2]。

## 出演
※グループまたはユニットとしての出演および作品は、「チーム大王イカ」、「3B junior」、「奥澤村」の項を参照のこと。本項目では単独出演のみ

### テレビ
- ピラメキーノ「バカウケ コドモ-１ グランプリ」（2011年、テレビ東京）
- 時々迷々「お姉ちゃんとよばないで」（NHK for School） - 道徳 小3～4年生 - 第36回（2011年1月12日放送分）[46]
- 清塚信也のガチンコ3B junior（フジテレビNEXT）
  - 第4回（2016年7月14日放送分） - JUJUの「やさしさで溢れるように」を披露
  - 第9回（2016年12月15日放送分） - フランス・ギャルの「夢見るシャンソン人形」を披露
  - 第11回（2017年2月23日放送分） - あんべ光俊の「星の旅」披露
  - 第15回（2017年6月15日放送分） - 長淵剛の「祈り」を披露
  - 第18回（2017年8月31日放送分） - 甲斐よしひろの「翼あるもの」を披露
- 清塚信也のガチンコスターダストプラネット（フジテレビNEXT）
  - 第22回（2017年11月15日放送分） - あんべ光俊の「発熱」を披露
  - 第24回（2018年1月25日放送分） - イルカの「君は悲しみの」を披露
  - 第28回（2018年4月9日放送分） - AKB48の「フライングゲット」を披露
- ももクロChan（テレビ朝日）
  - 第5回「ペンタゴンダービー」（2017年3月7日・14日放送分）
  - 第4回「っぽいキング決定戦」（2017年5月2日・9日・16日・23日・6月7日放送分）
  - 第6回「ペンタゴンダービー」（2017年6月27日・7月4日放送分）
- 日立 世界・ふしぎ発見!（TBS）
  - 第1460回（2018年1月13日放送分）

### 書籍
- ニコ☆プチ（新潮社、2011年10月号）全国書誌番号:01020985
- 中学生スタートブック 2013 中学生活オールガイド（小学館、2012年） ISBN 978-4091068071
- 3Bjunior BOOK 2013 summer 〜school life〜（東京ニュース通信社、2013年）ISBN 978-4863363281
- School Girls Book 2015 capital side（東京ニュース通信社、2015年） ISBN 978-4863365025
- Top Yell（竹書房、2016年11月号）JAN 4910066811167
- 3B junior 原色図鑑（HUSTLE PRESS）
  - 2017 APRIL 中村優 ＆ 中原咲耶
  - 2018 JANUARY 中村優 ＆ 中原咲耶
- Top Yell NEO 2017 SUMMER（竹書房、2017年） ISBN 978-4-8019-1122-2
- U18 dear（HUSTLE PRESS）
- 日経エンタテインメント! アイドルSpecial 2018冬（日経BP社） ISBN 978-4822259372
- スターダストプラネット公式Special Book（日経BP社） ISBN 978-4822292546

### インターネットメディア
- 川上アキラの人のふんどしでひとり相模（LoGiRL）
  - #37（2016年1月26日配信）
  - #61（2016年9月27日配信）
- 音楽ナタリー『特集 3B junior「3B junior ファースト・アルバム 2016」インタビュー』（2016年9月9日掲載）
- HUSTLE PRESS
  - 『おっかけ！3B junior 中村優』（2016年10月22日掲載） - ウェイバックマシン（2016年10月22日アーカイブ分）
  - 『3B junior原色図鑑 zero 中村優』（2017年3月28日掲載） - ウェイバックマシン（2018年4月19日アーカイブ分）
  - 『おっかけ！3B junior 中村優』（2017年7月8日掲載） 
  - 『U18 zero 中村優①』（2017年7月21日掲載） - ウェイバックマシン（2018年12月4日アーカイブ分）
  - 『U18 zero 中村優②』（2017年8月24日掲載） - ウェイバックマシン（2017年8月31日アーカイブ分）
  - 『U18 zero 中村優③』（2017年9月15日掲載） - ウェイバックマシン（2018年12月4日アーカイブ分）
  - 『U18 zero 中村優④』（2017年9月20日掲載） - ウェイバックマシン（2018年12月4日アーカイブ分）
  - 『3B junior原色図鑑 zero 中村優』（2017年12月26日掲載） - ウェイバックマシン（2018年3月2日アーカイブ分）
  - 『おっかけ！3B junior 中村優』（2018年6月26日掲載） - ウェイバックマシン（2018年12月4日アーカイブ分）
  - 『おっかけ！3B junior 中村優』（2018年10月18日掲載） - ウェイバックマシン（2018年12月4日アーカイブ分）
- はちみつロケットの8時まではちロケ（Ustream）
  - #7（2017年8月23日配信）

### 映像作品
| # | タイトル                                                                   | 発売日         | DVD順位 | Blu-ray順位 | 規格品番                                   | 注釈                             |
| - | -------------------------------------------------------------------------- | -------------- | ------- | ----------- | ------------------------------------------ | -------------------------------- |
| 1 | 逢えてよかった                                                             | 2010年12月15日 |         |             |                                            | 主人公チエコの幼少期役として出演 |
| 2 | 私立恵比寿中学「エビ中 夏のファミリー遠足 略してファミえん in 河口湖2013」 | 2013年12月4日  | 64位    | 11位        | DFBL-7173/4（DVD2枚組） DFXL-30（Blu-ray） | 特典映像のレポーター役として出演 |